# Туркменське озеро
Туркменське озеро або Алтин-Асир (туркм. Altyn Asyr — «золоте сторіччя») — штучне водоймище на півночі Туркменістану.

## Географія
Розташоване у природній западині Карашор, у річищі Узбоя майже на стику Балканського, Дашогузького і Ахалського велаятів. З'єднується Головним Туркменським колектором і Дашогузьким колектором зі зрошуваними масивами.

## Історія будівництва
Колекторно-дренажні води, які утворювалися в Марийському, Ахалському і Балканському велаятах, відводилися в річку Амудар'ю, Сарикамиську западину і в пониження Каракумської пустелі, при цьому затоплювалися пасовищні землі. У 1960-ті роки виникла пропозиція про створення транскаспійського колектора, що мав зібрати всі дренажні води від Мургабського, Тедженського та інших зрошуваних масивів, та їх направити в Каспійське море.
У 1970-х роках розроблено проект скидання цієї води до замкненої западини Карашор. Передбачалося надходження її з боку Ташауза (зараз, Дашогуз) до Карашору по Узбою минаючи Сарикамиське озеро, а з боку Чарджоу (зараз, Туркменабад) через центр Каракумів мав проходити головний колектор довжиною 720 км річищем пра-Амудар'ї (Унгузькі солончаки). Річища Мургаба та Теджен, які губляться в пісках, передбачалося продовжити до головного колектора. Проектувався також колектор до Карашору з боку Прикопетдазької рівнини. На початку 1980-х будівництво почалося, але потім було згорнуто через розпад СРСР. Будівництво Туркменського озера почалося у 2000 році. До 2008 року був побудований Дашогузький колектор довжиною 385 кілометрів. Також були побудовані гребля протяжністю 600 метрів і 22 км дамби. Від місця злиття двох колекторів до западини Карашор йде 74-кілометрове річище. Ведуться роботи на підвідних колекторах — Мургабському, Тедженьскому, Джарському. Перша черга була введена в експлуатацію у 2009 році.
Будівництво розраховане на три етапи. По завершенні будівництва другої і третьої черги в Туркменістані буде створена Єдина Система дренажна. Загальна протяжність магістральних і підвідних колекторів, за якими будуть збиратися дренажні води, складе 2654 мк. Довжина Туркменського озера складе 103 км, ширина— 18,6 км, середня глибина — 69 метрів, місткість — 132 мільярди м³, площа — близько 2000 км². Передбачається щорічно відводити в нього до 10 мільярдів м³ колекторно-дренажних мінералізованих вод. Передбачається виводити з північного велаяту до 210 м ³/ с, з Лебапського, Марийського, Ахалського та Балканського велаятів ще 240 м ³/с. Загальна протяжність магістральних і підвідних колекторів, за якими будуть збиратися в озеро промивні води, складе 2654 км.
На заповнення озера буде потрібно 15 років і 4,5 мільярда доларів.

## Фауна
У районі Туркменського озера і уздовж його колекторів зустрічаються 250 видів птахів і 50 видів ссавців, а у водах водяться 15 видів риб. Поруч розташовується Капланкирський заповідник.

## Перспективи
Передбачається, що створення озера дозволить запобігти затопленню низин на площі 4060 км² і повернути їх в сільськогосподарський оборот. Існує можливість витягати солі з води при її очищенні і опрісненні, які можуть бути цінним сировиною. Також з'являються можливості розвитку рибного господарства.
Також крім улоговини Карашор вже затоплено улоговини Атабайшор, Узиншор

## Критика проекту
Колекторно-дренажні води слабо мінералізовані, забруднені пестицидами і добривами. В умовах пустелі випаровування значно переважає над опадами, це може призвести до підвищення мінералізації води і поступової втрати біопродуктивності. Половину припливу води в Туркменський озеро повинні дати Дар'ярлицький і Озерний колектори. Між тим, води Озерного колектора зараз підживлюють Сарикамиське озеро, що частково знаходиться на території Узбекистану. Це може призвести до суперечок між Узбекистаном і Туркменістаном.